# Mikrocontroller
En mikrocontroller er en mikroprocessor optimeret til at styre elektronisk udstyr i form af et indlejret system. De findes i næsten alt elektrisk udstyr i dag:
- Alarmudstyr
- Computer
- DSP
- Fjernsynsapparat
- Håndholdt computer (PDA)
- Mobiltelefon
- Netkort
- Opvaskemaskine
- Radioapparat
- Robot
- Telefon
- Vaskemaskine
- Små vejrstationer

Mikrocontrollere repræsenterer langt de fleste solgte computerchips – over 50% er "simple" controllere og de 20% er mere specialiserede DSP'er.

## Opbygning
En mikrocontroller indeholder CPU, hukommelse til programmet (rom), hukommelse til data (RAM), I/O-linjer til at kommunikere med periferienheder – alt sammet i en enkelt halvlederchip. En mikrocontroller adskiller sig fra en selvstændig CPU, fordi mikrocontrolleren er let at programmere til en virksom computer, med et minimum af eksterne support-chip. Ideen er at mikrocontrolleren vil blive placeret i udstyret for at styre, forsynet med elektricitet og de signaler den behøver og så er den klaret.
En traditionel mikroprocessor kan ikke umiddelbart lave det samme, da den skal have en del support-chips for f.eks. at kunne digitalisere analoge signaler og evt. danne analoge styresignaler.
F.eks. har en typisk mikrocontroller en indbygget clock-generator, lidt RAM og rom/EPROM/EEPROM/flash-lager, hvilket betyder at det eneste, der mangler for at få den til at virke, er noget kontrol-software (firmware) og et krystal til clock-generatoren. Nogle nyere mikrocontrollere har indbyggede krystaluafhængige clock-generatorer og PLL-kredsløb så man via firmwaren selv kan vælge den til omstændigheden optimale clock-frekvens.
Mikrocontrollere vil normalt også have diverse Input/Output enheder, som f.eks. AD-konvertere, timere, UART og specialiserede serielle interface busser som f.eks. I²C (radio, tv) og CAN (i biler). Ofte kan disse integrerede enheder styres af specialiserede processorinstruktioner.
Nogle moderne mikrocontrollere indeholder et indbygget højniveau programmeringssprog som f.eks. BASIC eller Java.

## Almindelige mikrocontrollere
- Atmel
  - ARM – kan køre Linux kerne 2.6 varianten uClinux.
  - AVR

- Renesas
  - H8

- Holtek
  - HT8

- Intel
  - 8-bit
    - 8XC42
    - MCS51
    - 8xC251

  - 16-bit
    - MCS96
    - MXS296

  - 32-bit
    - XScale (ARM og Intel) – kan køre Linux kerne 2.6 varianten uClinux.
      - PXA255

- National Semiconductor
  - COP8

- Microchip Technology
  - 12-bit instruction PIC
  - 14-bit instruction PIC
    - PIC16F84, PIC16F628, PIC16F877A

  - 16-bit instruction PIC
    - PIC18F452

- Motorola
  - 8-bit
    - 68HC05
    - 68HC08
    - 68HC11

  - 16-bit
    - 68HC12
    - 68HC16

  - 32-bit
  - 683xx

- NEC
  - 78K

- ST
  - ST 62
  - ST 7

- Texas Instruments
  - TMS370
  - MSP430

- Zilog
  - Z8
  - Z86E02